# Cubaecola
Cubaecola is een kevergeslacht uit de familie van de boktorren (Cerambycidae). De wetenschappelijke naam van het geslacht werd voor het eerst geldig gepubliceerd in 1912 door Lameere.

## Soorten
Cubaecola is monotypisch en omvat slechts de volgende soort:
- Cubaecola hoploderoides Lameere, 1912